# Giorgio IV di Erbach-Fürstenau
Giorgio IV di Erbach-Fürstenau (Hanau, 12 maggio 1646 – Tiel, 20 giugno 1678) fu un membro della Casa di Erbach che governò sui feudi di Fürstenau, Michelstadt, Reichenberg, Bad König e Breuberg.
Nato ad Hanau, era l'ottavo figlio (quinto maschio) di Giorgio Alberto I, conte di Erbach-Schönberg, e della terza moglie, Elisabetta Dorotea, figlia di Giorgio Federico II, conte di Hohenlohe-Waldenburg-Schillingsfürst.

## Biografia
Dal momento che lui e i fratelli erano ancora minorenni quando il padre morì nel 1647, la custodia e la reggenza dei domini del casato di Erbach furono assegnati al fratellastro maggiore, Giorgio Ernesto, che governò fino al 1669, anno della sua morte, senza discendenti. Giorgio IV e i fratelli minori sopravvissuti, Giorgio Luigi I e Giorgio Alberto II, ottennero il controllo in comune del margraviato fino al 1672, quando addivenirono ad un accordo per una spartizione dei possedimenti di famiglia: Giorgio IV ricevette quindi i distretti di Fürstenau, Michelstadt, Bad König e Breuberg.
Giorgio IV intraprese la carriera militare e venne nominato maggiore generale nei Paesi Bassi. Morì lungo il fiume Waal, nei pressi di Tiel, all'età di trentadue anni, al termine della guerra franco-olandese; venne sepolto a Michelstadt.

## Matrimonio e discendenza
Il 22 agosto 1671, ad Arolsen, Giorgio IV sposò Luisa Anna (18 aprile 1653 - 30 giugno 1714), erede di Culemborg e figlia del principe Giorgio Federico di Waldeck e della moglie Elisabetta Carlotta di Nassau-Siegen. Ebbero quattro figli:
- Sofia Carlotta (1672 - 1673);
- Amalia Mauriziana (1674 - 1675);
- Guglielmo Federico (nato e morto nel 1676)
- Carlotta Guglielmina Albertina (1678 - 1683).

Alla sua morte non aveva lasciato figli maschi sopravvissuti, conseguentemente i suoi possedimenti vennero ereditati dai fratelli, che se li spartirono.